# Thermes de Wiesbaden

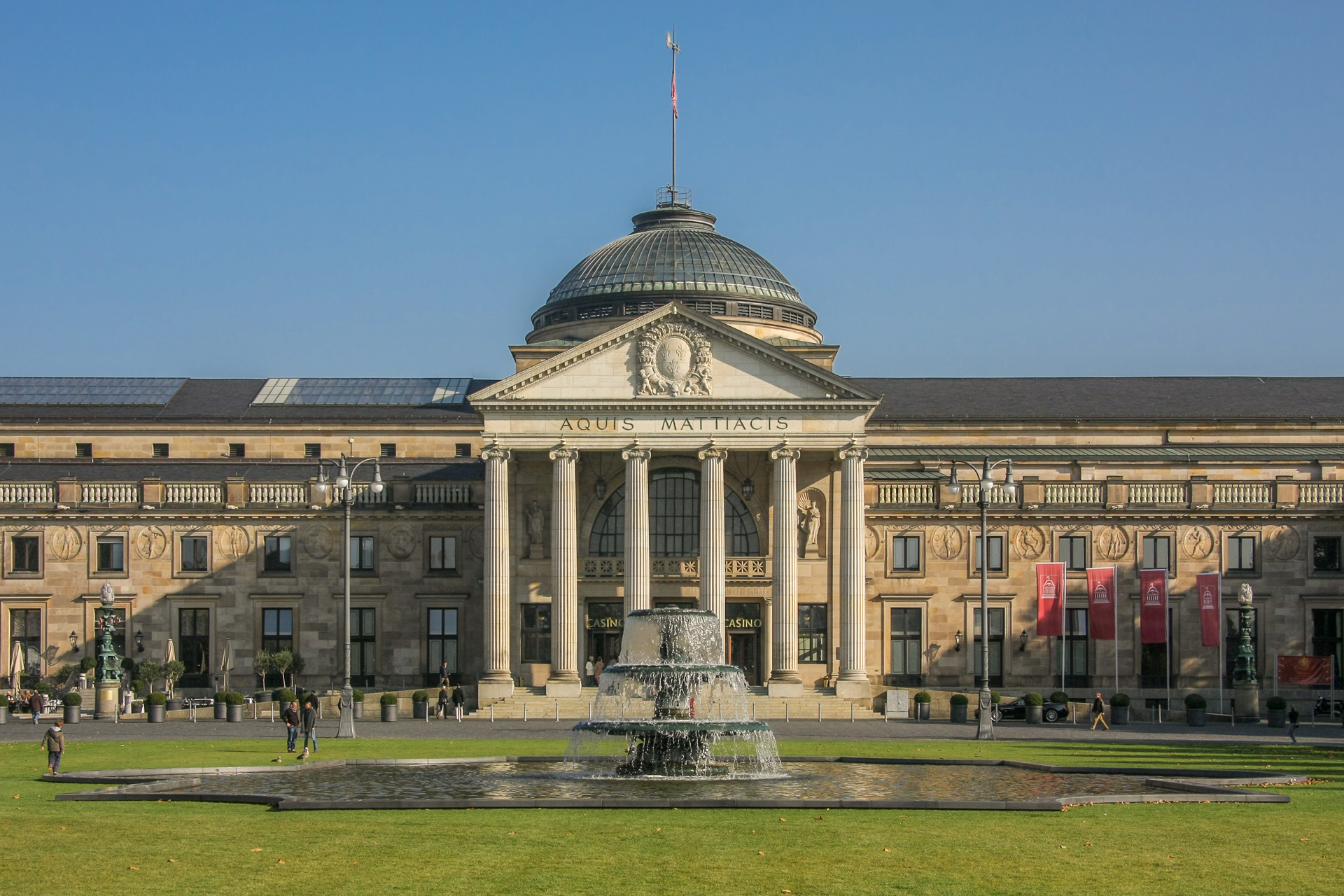
Les thermes de Wiesbaden

Les thermes de Wiesbaden sont l'un des établissements de cure les plus luxueux d'Allemagne. Lieu de villégiature privilégié de la station thermale qu'est Wiesbaden, elle est le cadre de nombreuses manifestations. Outre ses deux salles de spectacle, elle héberge le restaurant gastronomique  Gerd Käfer und Roland Kuffler GmbH & Co. et le casino de Wiesbaden.

## Situation

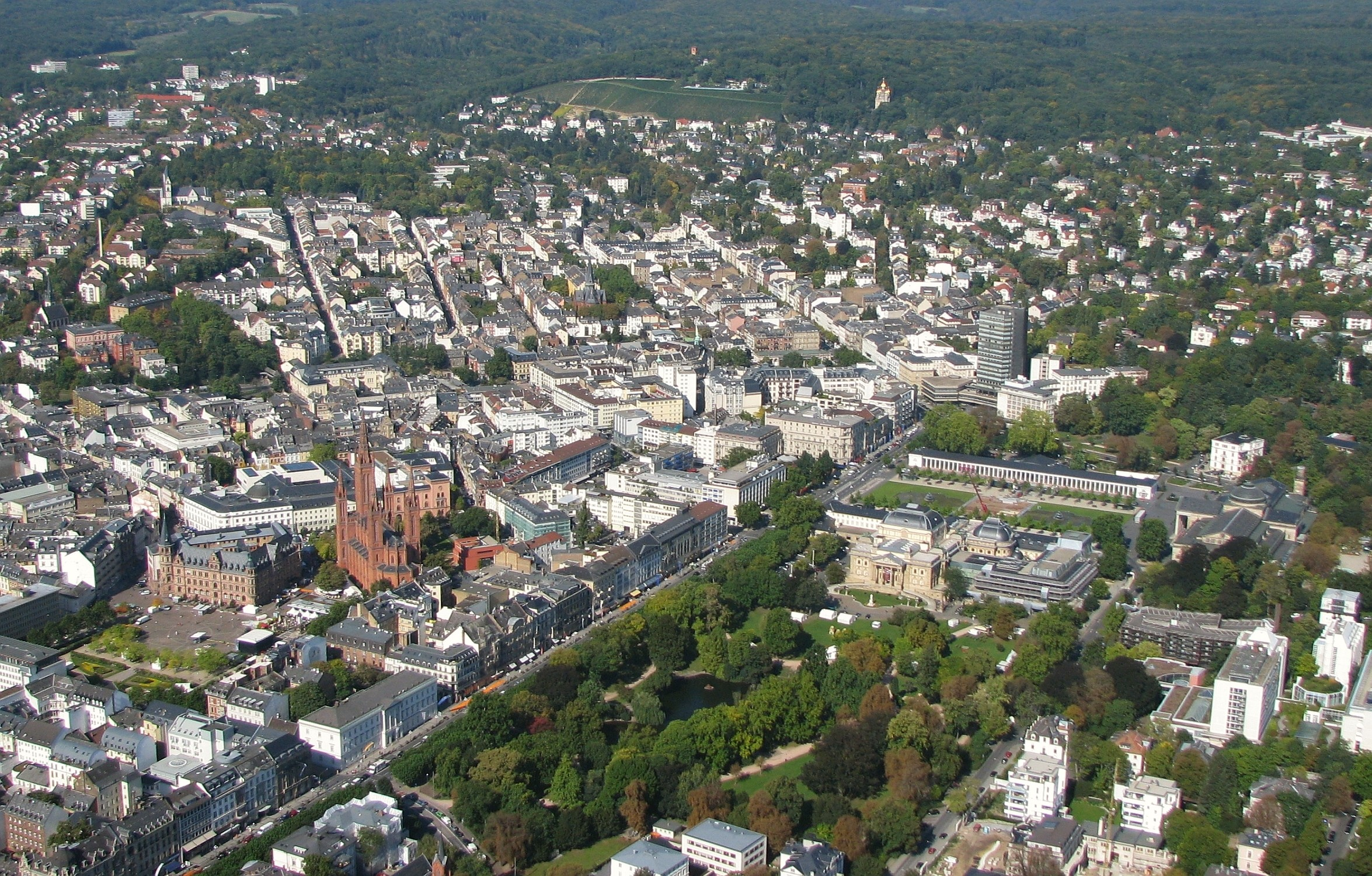
Vue aérienne de Wiesbaden (vers 2008) : panorama nord-ouest montrant les thermes (vers le milieu, à droite).

Les thermes de Wiesbaden sont le cœur de la ville thermale (Kureck) au bout de la Wilhelmstraße.
Une esplanade gazonnée, que les curistes anglais du XIXe siècle appelaient familièrement Bowling Green, s’étend face à l'entrée principale (à l'ouest) : bordée par deux colonnades opposées (la Theaterkolonnade et la Kurhauskolonnade) autrefois arborées de platanes, elle comporte deux fontaines. On a aménagé en 2004–2006 un garage souterrain sous cette esplanade. La Theaterkolonnade, au sud, fait partie du Hessisches Staatstheater ; quant à la Kurhauskolonnade (la plus longue colonnade d'Europe avec 129 m), au nord, elle dépend de la section machines à sous (Kleine Spiel) du casino. Vu de l'entrée de la Wilhelmstrasse, les thermes ferment le panorama sur les Bowling Greens.
Les jardins de l’établissement, avec leur kiosque à musique et leurs étangs, s'ouvrent derrière les thermes (donc en direction de l'est).

## Histoire

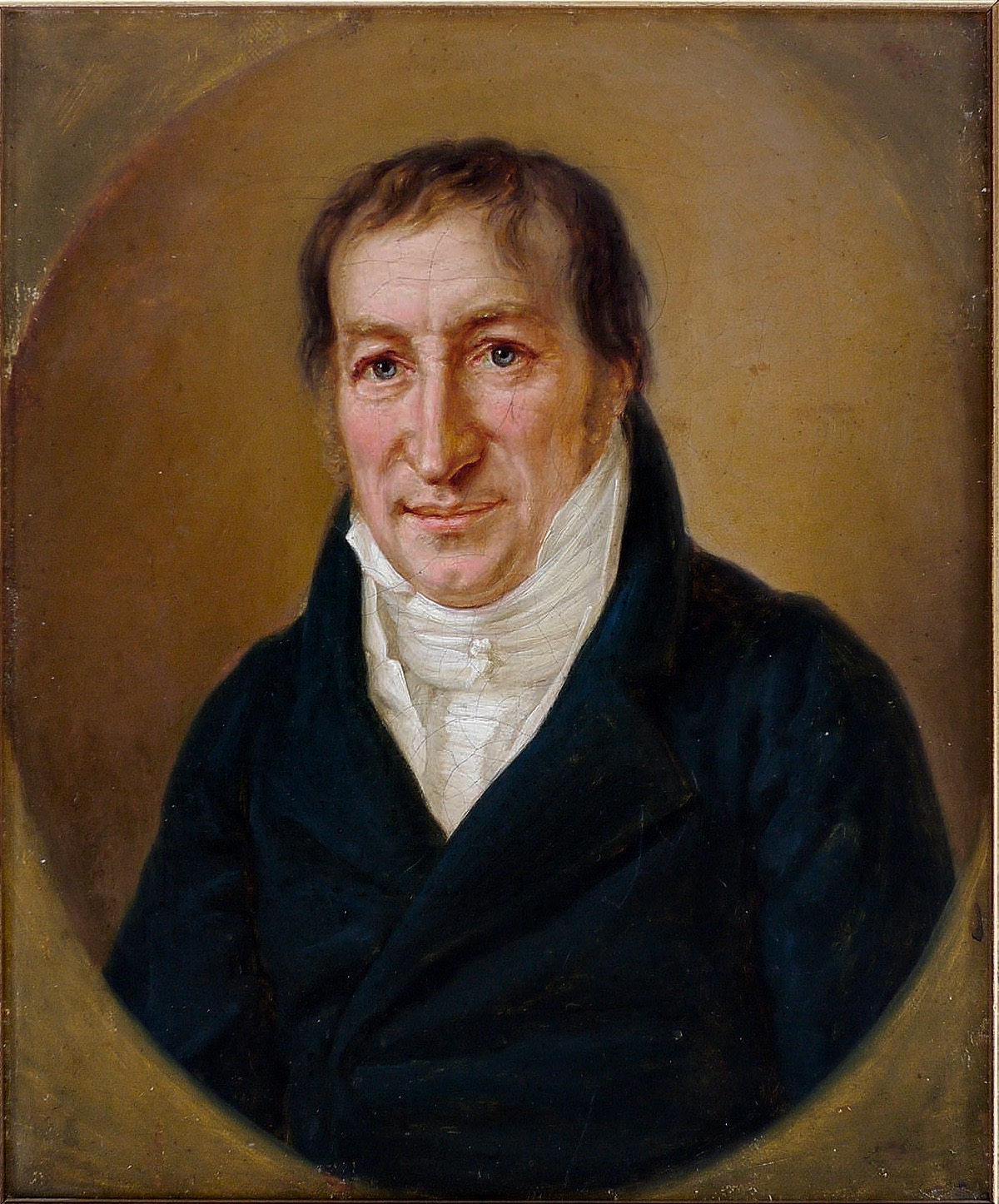
Christian Zais, architecte des anciens thermes (vers 1815).

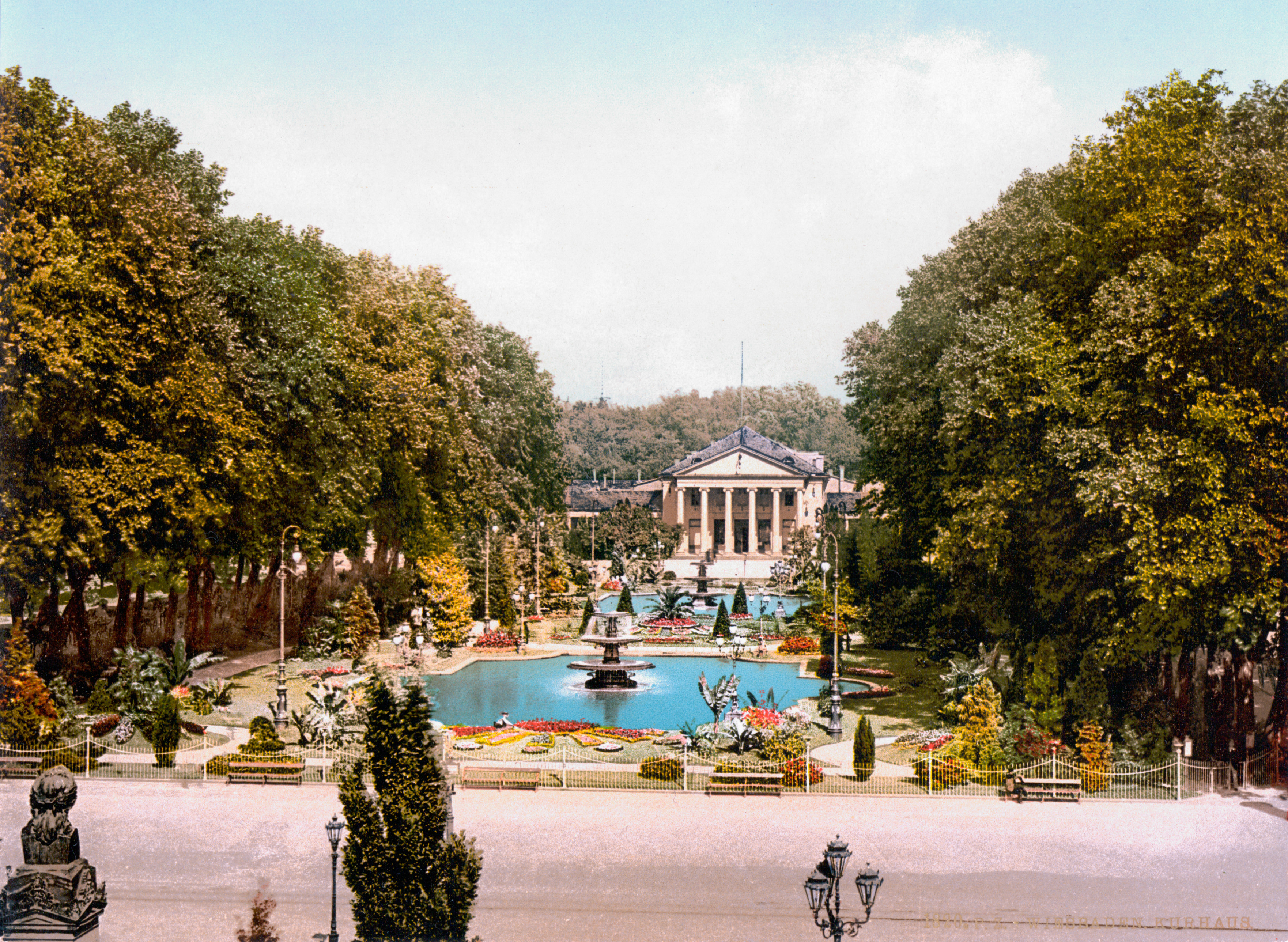
Les anciens thermes (vers 1900).

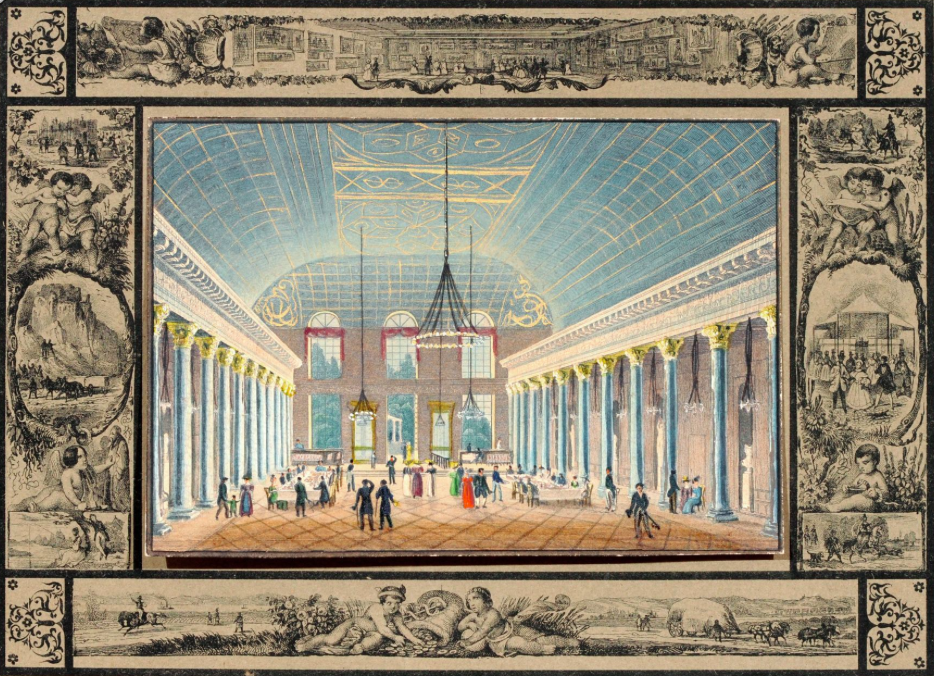
L'intérieur des anciens thermes (pointe sèche mise à la couleur d'Ernst Grünewald, env. 1828).

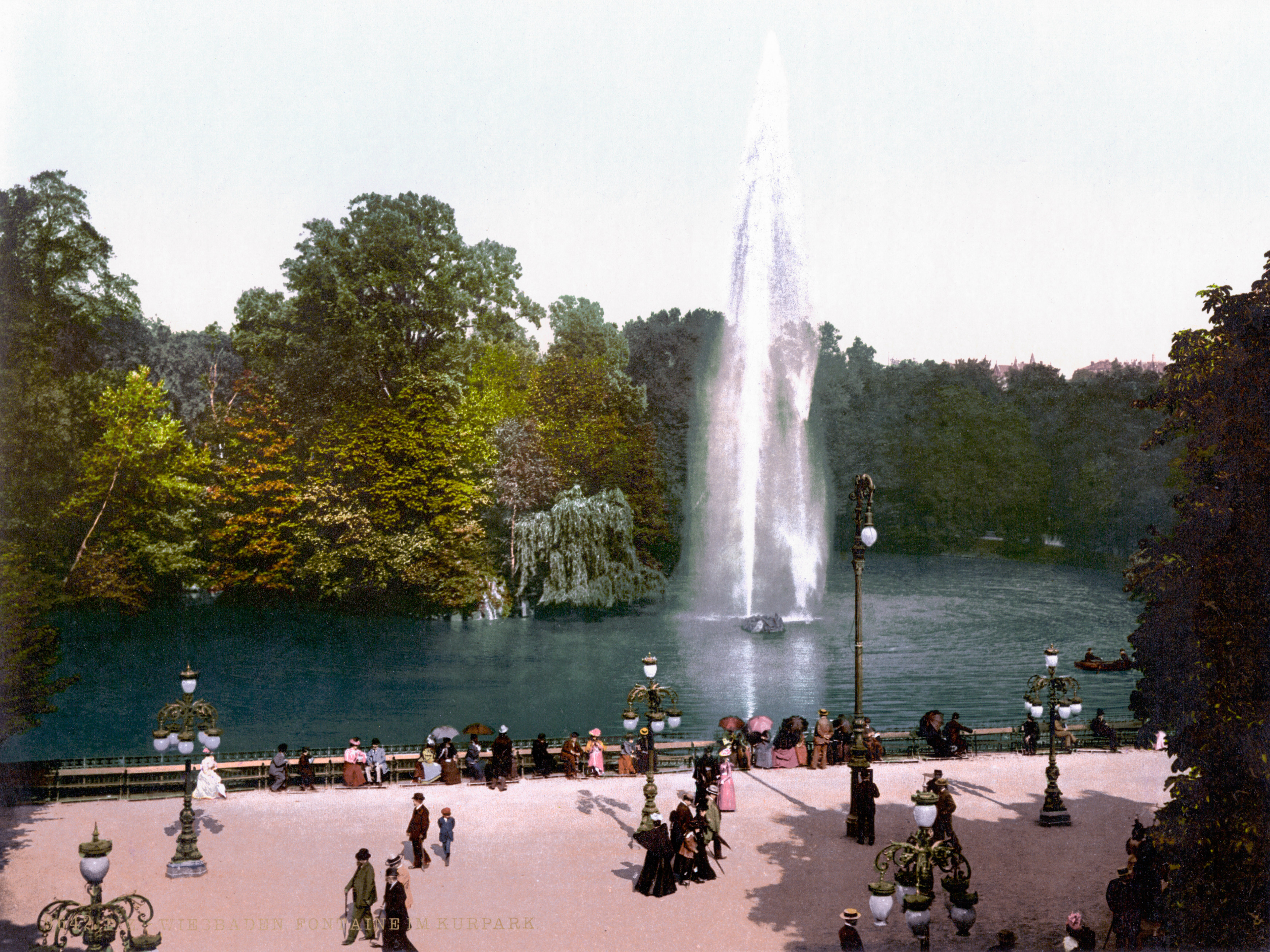
Le parc, derrière les thermes, vers 1900.

La réputation de ville d'eau de Wiesbaden est fort ancienne : les Romains exploitaient déjà ses sources chaudes (Aquæ Mattiacorum). Le toponyme lui-même, Wiesbaden, du germanique Wisibada (mare de la prairie) montre que les sources faisaient la réputation de l'endroit au début du Moyen Âge.
Wiesbaden a accédé à la prospérité avec l'engouement croissant, au début du XIXe siècle, du thermalisme chez les classes aisées de la société et de l'aristocratie.
La Cursaal, premier établissement de bains-douches, fut inaugurée en 1810. Cet édifice de style néo-classique comportait un portique central à l'antique, entouré de deux colonnades latérales. Cette Société des Bains-douches a été conçue et réalisée par l'architecte Christian Zais. Le poète Goethe, qui y a effectué de fréquents séjours entre 1814 et 1815, a chanté les louanges de ce premier établissement dans plusieurs de ses écrits.
La réputation de Wiesbaden comme lieu de villégiature ne cessa de croître tout au long du XIXe siècle: de 20 000 en 1840, l'effectif des curistes passa à près de 200 000 en 1910. Simultanément, sa population passait de 10 000 à 100 000 habitants (1906). Vers 1852, la ville commença à s'enorgueillir de sa réputation de ville d'eau : elle surpassait déjà Baden-Baden en renom.
Cette faveur croissante dans l'opinion appelait à de nouveaux investissements, et à une modernisation des infrastructures de tourisme. Le premier établissement de bains (Alte Kurhaus, cf. images ci-contre) fut rasé en 1905 pour permettre la construction d'un complexe plus vaste. L’architecte Friedrich von Thiersch, moyennant un investissement de 6 millions de marks-or, réalisa là un nouvel édifice, toujours de style néo-classique, mais cette fois orné de motifs Art nouveau. L’empereur Guillaume II, qui venait chaque mois de mai se détendre à Wiesbaden, et qui subventionnait les travaux, le qualifia lors de la cérémonie d’inauguration, en 1907, de « plus bel établissement thermal au monde. »
Depuis, les deux plus grandes salles des thermes, qui portent les noms de leurs architectes (salle Friedrich-von-Thiersch - la plus vaste- et salle Christian-Zais-Saal) servent de halls d'exposition. Depuis 1949, l’ancienne salle des vins d'honneur accueille les jeux les plus prestigieux du casino de Wiesbaden.
Les thermes ont connu une réhabilitation complète dans les années 1980, et bénéficient depuis d'équipements d'ambiance (éclairage, sonorisation) ultra-modernes ; mais ceux-ci ont été coupés dans les sous-sols à la suite d'une inondation en 1999, qui a nécessité une évacuation des lieux pour une durée de 5 semaines, avec 2 millions de Deutsche Mark de travaux. Le 11 juillet 2014, il a fallu de nouveau évacuer les sous-sols par suite d'un sinistre analogue. Les thermes ont été fermés jusqu'au début du mois d'août.
La frise surmontant les colonnes de la salle Friedrich-von-Thiersch-Saal porte l'inscription latine suivante :
« IMP GUILELMO II AEDEM ANTE HOS CENTUM ANNOS CONSTITUTAM UT RECREARENTUR AEGROTANTES A SOLO IN MELIOREM STATUM ET ASPECTUM REFECERUNT EXORNAVERUNTQUE ORDO ET CIVES MATTIACI HYGIEAE CONSECRATA EST IPSO PRAESENTE IMPERATORE ANNO P CHR N MCMVII FUNDITUS RESTITUTA ANNO P CHR N MCMLXXXVII »
— Manfred Gerber, Das Kurhaus Wiesbaden. Kaleidoskop eines Jahrhunderts. Monumente-Publikationen der Deutschen Stiftung Denkmalschutz. Bonn (2007), p. 140

## Architecture

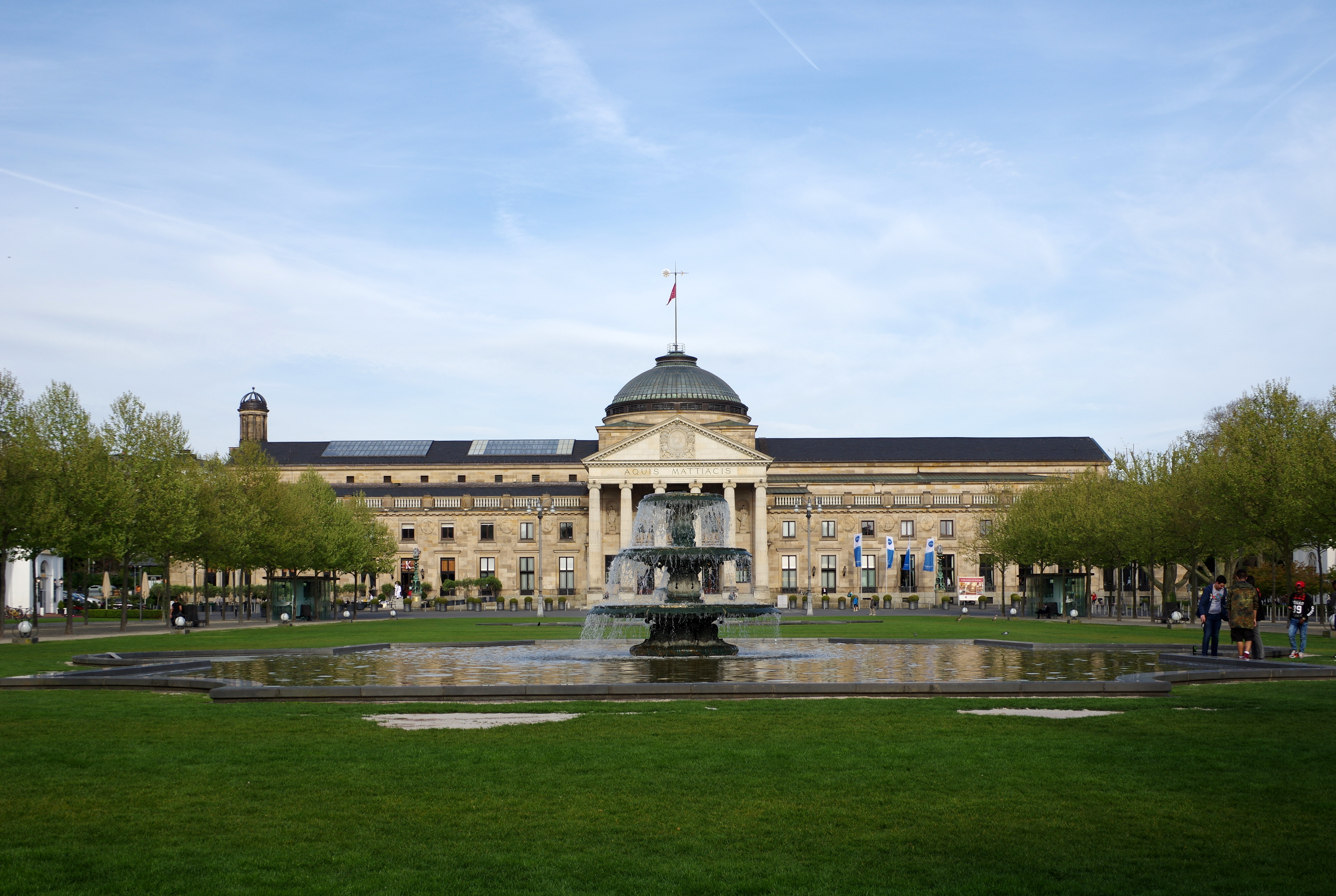
Kurhaus Wiesbaden mit Bowling Green

Les thermes de Wiesbaden comprennent deux grandes ailes symétriques. L'aile sud est centrée sur la grande salle de spectacle à colonnes (Friedrich-von-Thiersch-Saal) mit seinem fosse d'orchestre et ses premiers rangs. La salle de spectacles et de concert possède 1 350 places et occupe un volume de 40 × 18 × 17 m.
À son extrémité, l'aile sud se termine par la salle des trompes (Muschelsaal). D'abord salon de lecture, elle a été ornée depuis de fresques et de carreaux de faïence par deux maîtres du Jugendstil : Fritz Erler et Alexander von Salzmann. Ces faïences symbolisent l'Eau et la Terre. Les autres salles, plus petites et d'ornementations particulières, portent les noms d'hôtes illustres : Carl Schuricht, Carl von Ibell, Fiodor Dostoïevski, Ferdinand Hey'l et l'empereur Guillaume. Un jardin d'hiver termine cette aile sud et la relie au parc.
L'aile nord héberge la deuxième salle de spectacle (salle Christian-Zais), le restaurant Käfer’s ainsi que le casino dans l'ancien salon des vins d'honneur (roulette, black Jack, poker).
Le corps central reliant l'aile nord et l'aile sud comporte un vestibule colossal, coiffé d'une coupole de 21 m de flèche. On ne peut y accéder que par l'ouest : le mur d'en face donne sur le parc, et ne se distingue du mur du façade que par ses vitraux multicolores. L'entrée principale consiste en un portique d'ordre ionique, dont la frise porte l'inscription Aquis Mattiacis (lat. « aux sources Mattiaques »), rappelant l'origine romaine de Wiesbaden. Le portique forme l'élément central de la façade, longue de 128 m.
Dans la salle, sous la coupole, il y a trois portes qui chacune donnent accès à une salle de spectacle. Elles sont séparées par d'immenses statues, copies de modèles grecs représentant les divinités de l'Olympe, surmontées de médaillons en mosaïque représentant, eux, les divinités du Panthéon romain.

Façade
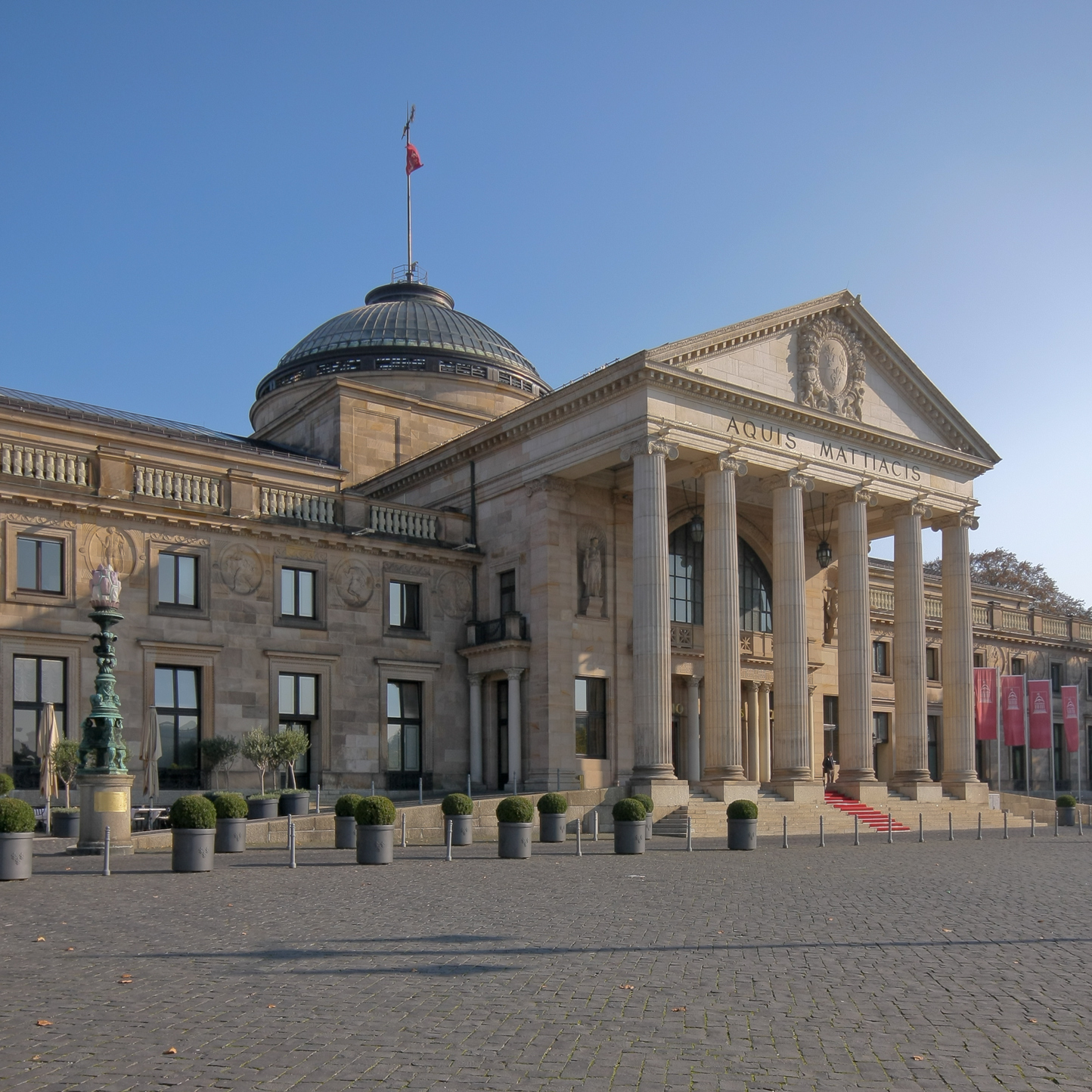
Les thermes de Wiesbaden
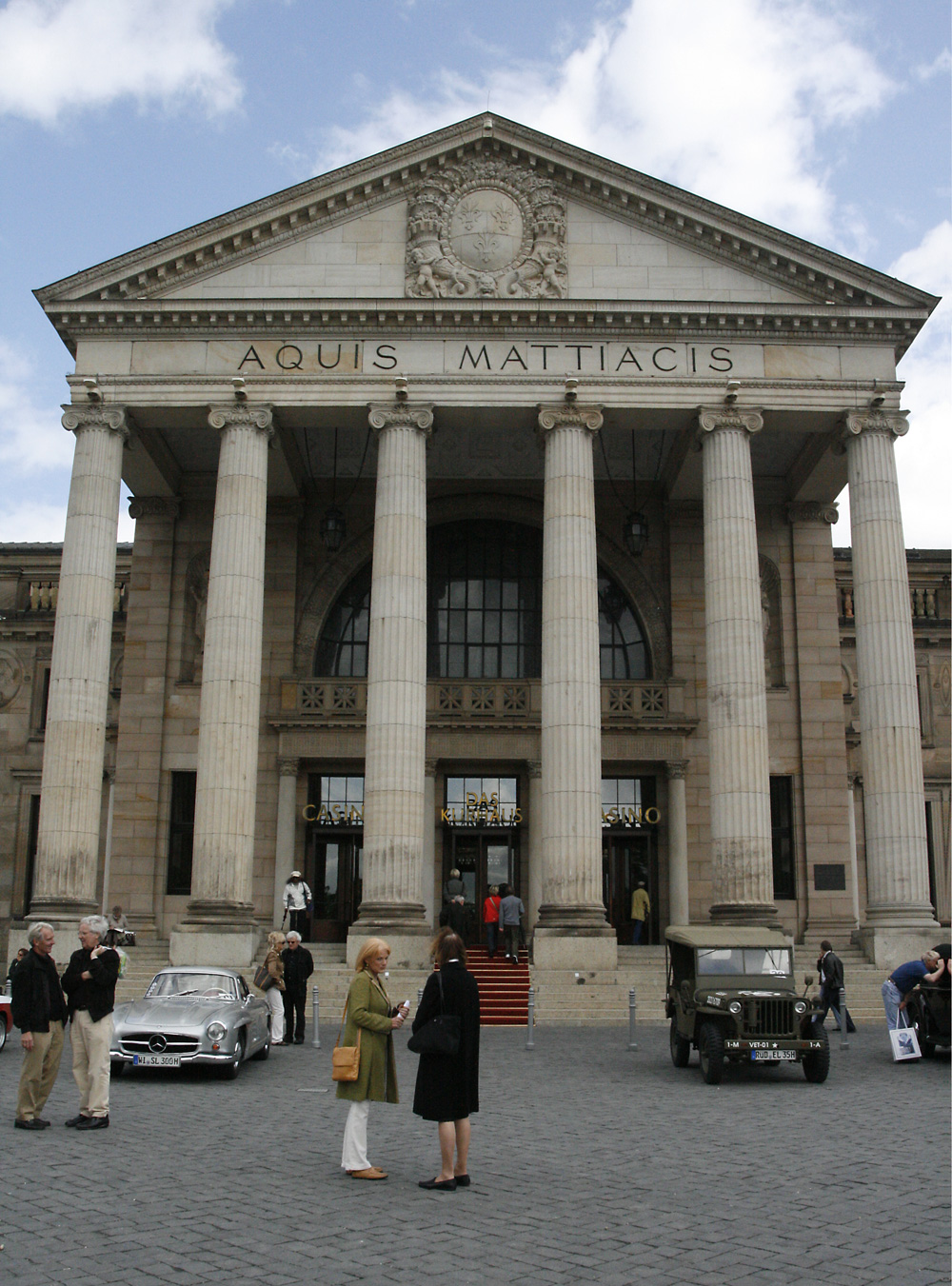
Le grand portail des thermes (2007)
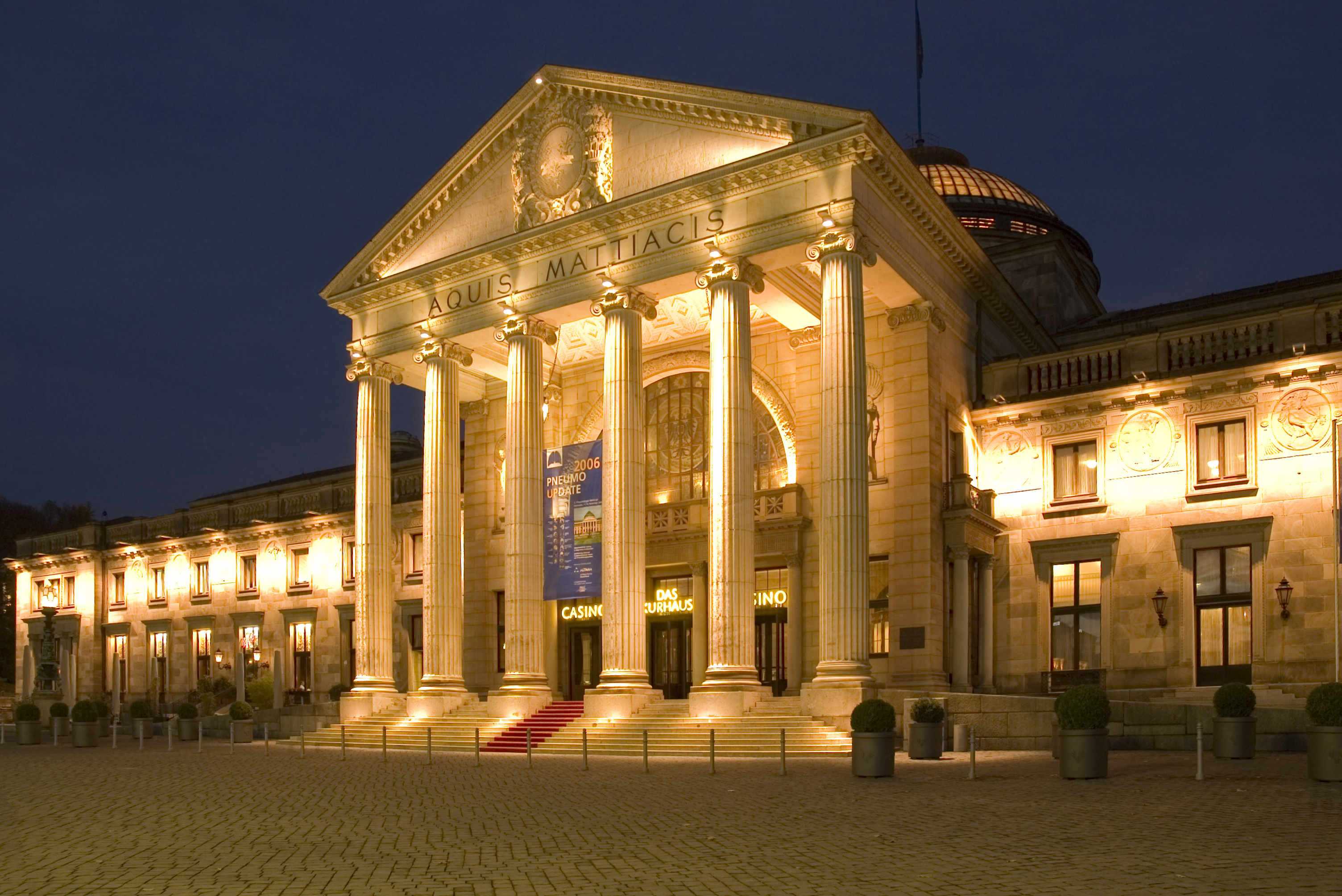
Les thermes de nuit (2011)
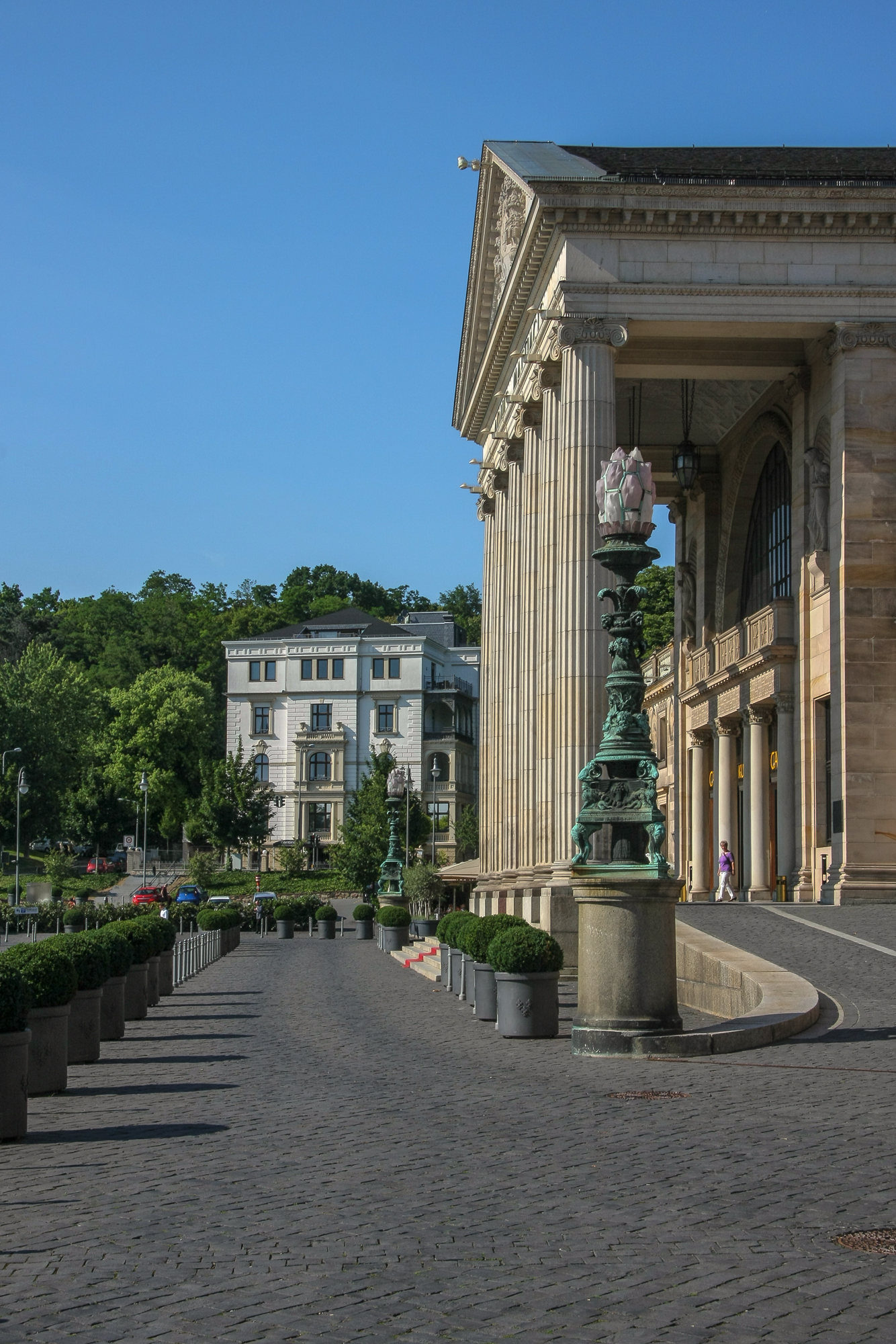
Le grand portail des thermes (2013)

Foyer
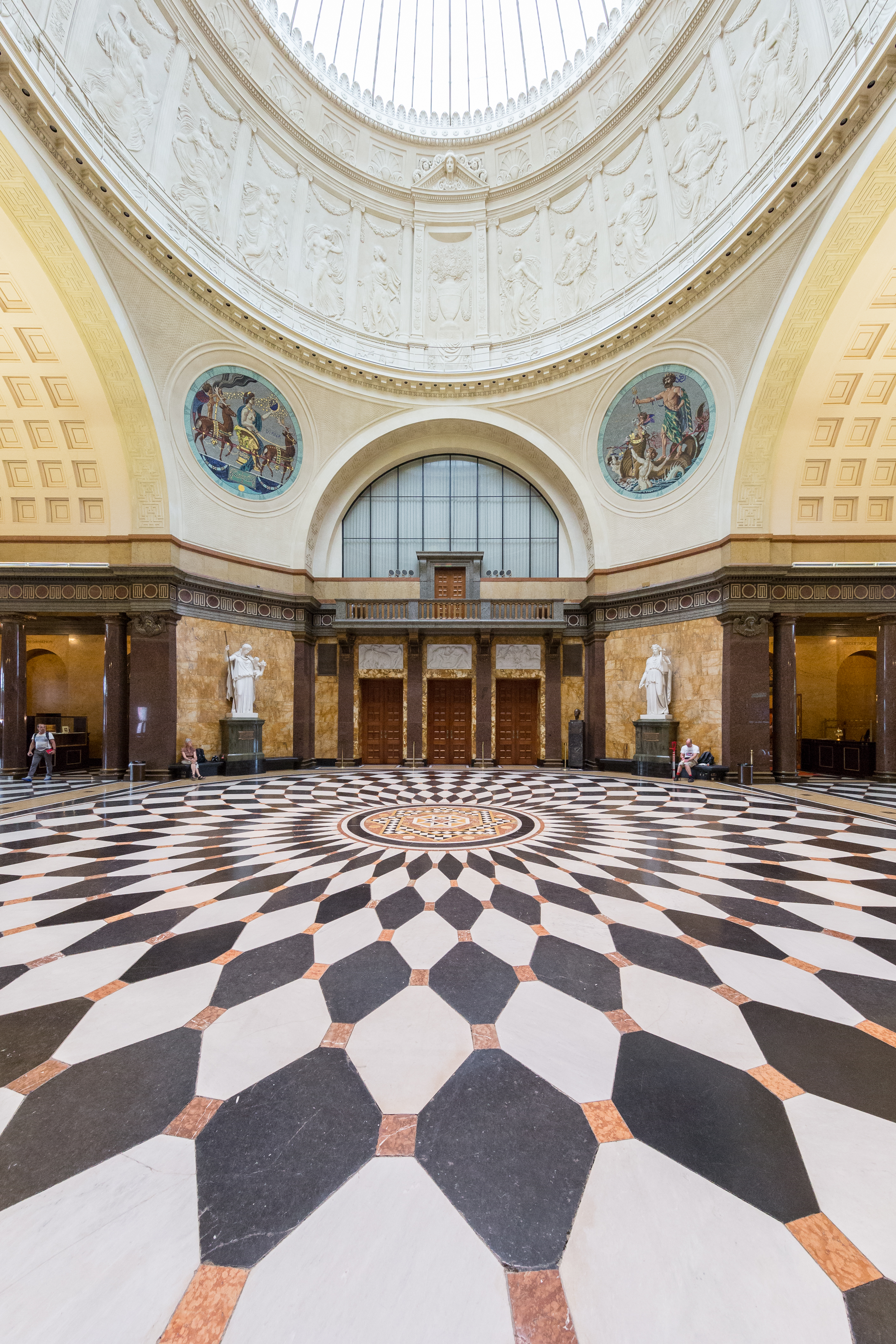
La grande entrée (2016)
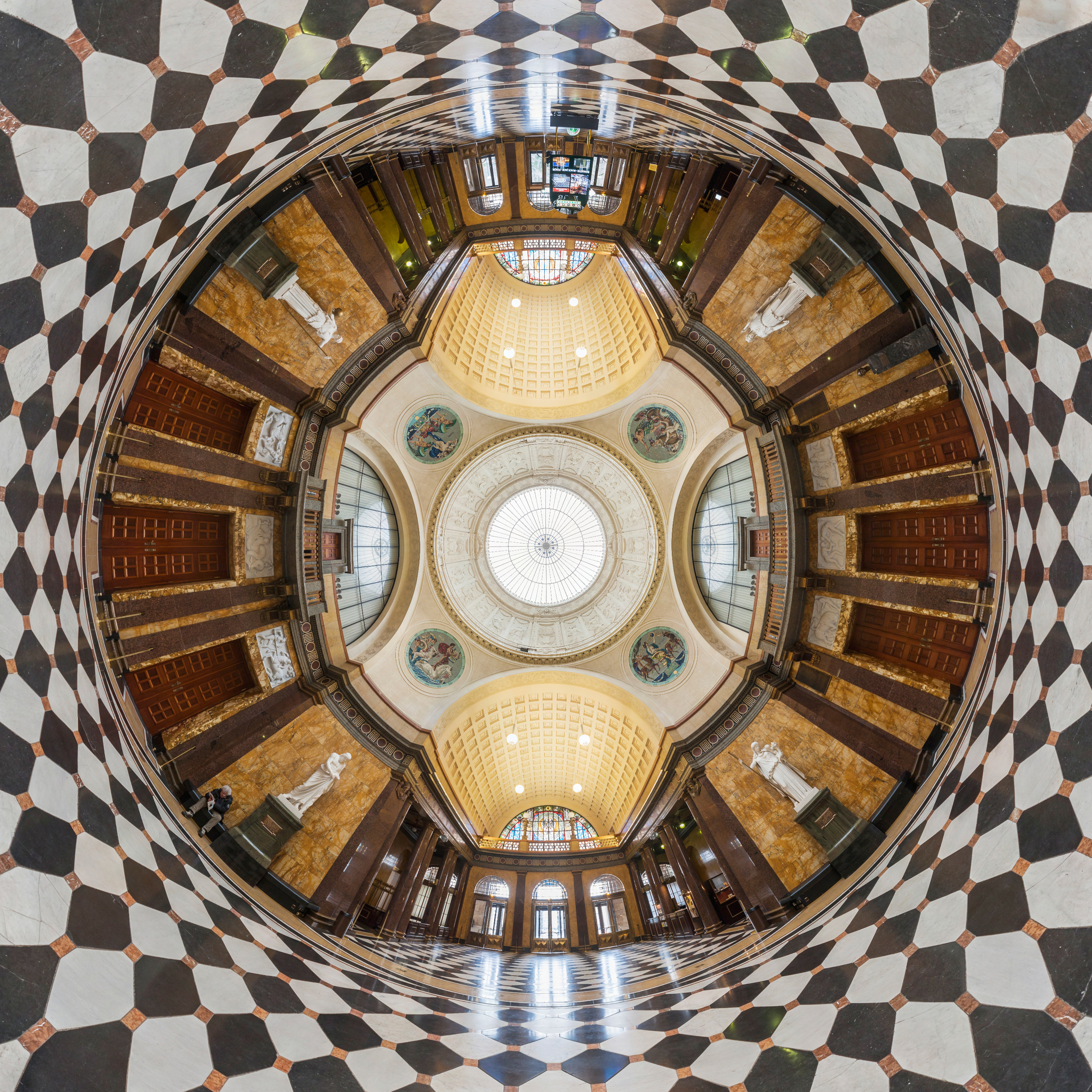
La coupole surplombant l'entrée
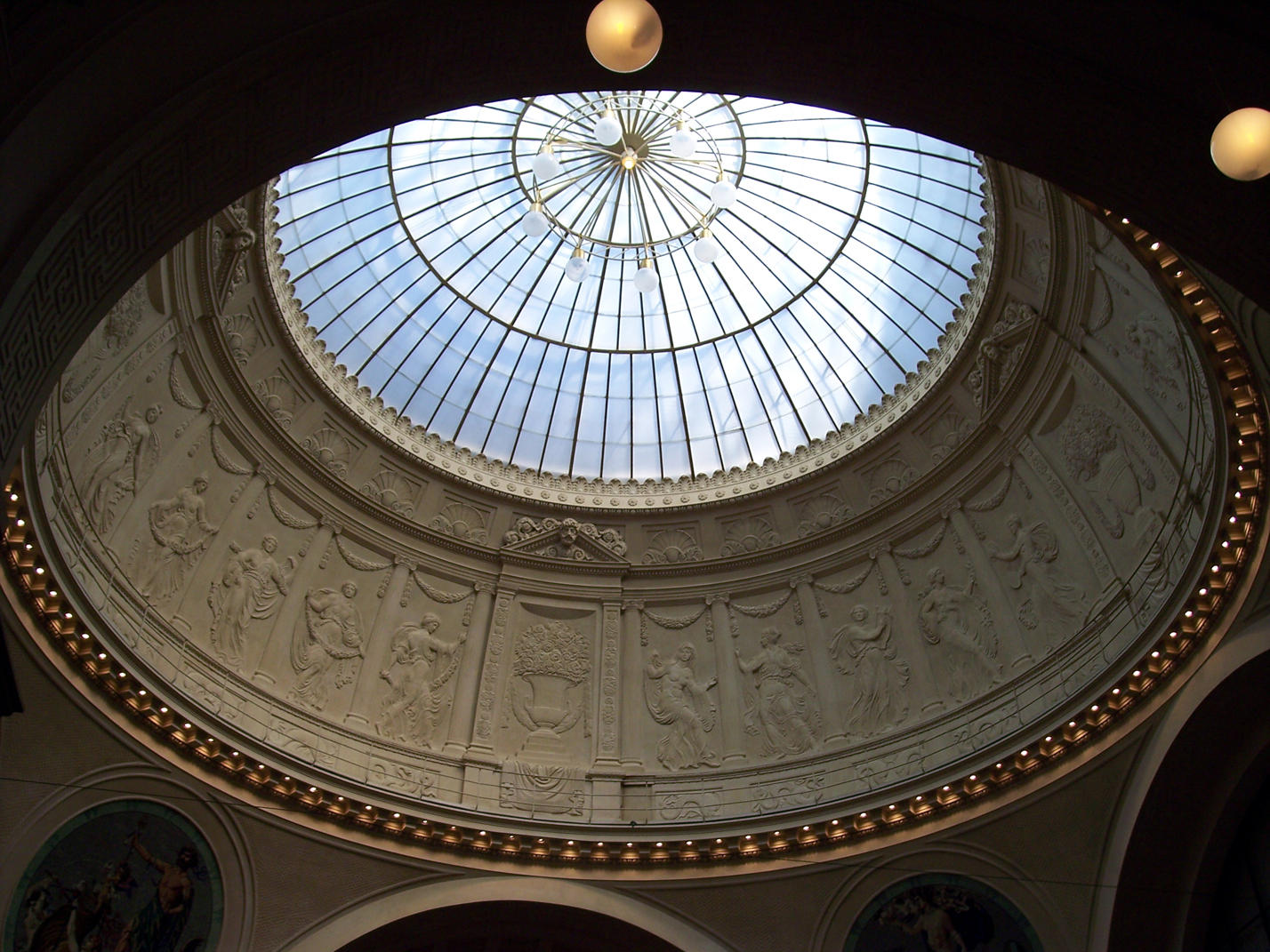
La coupole  (2005)
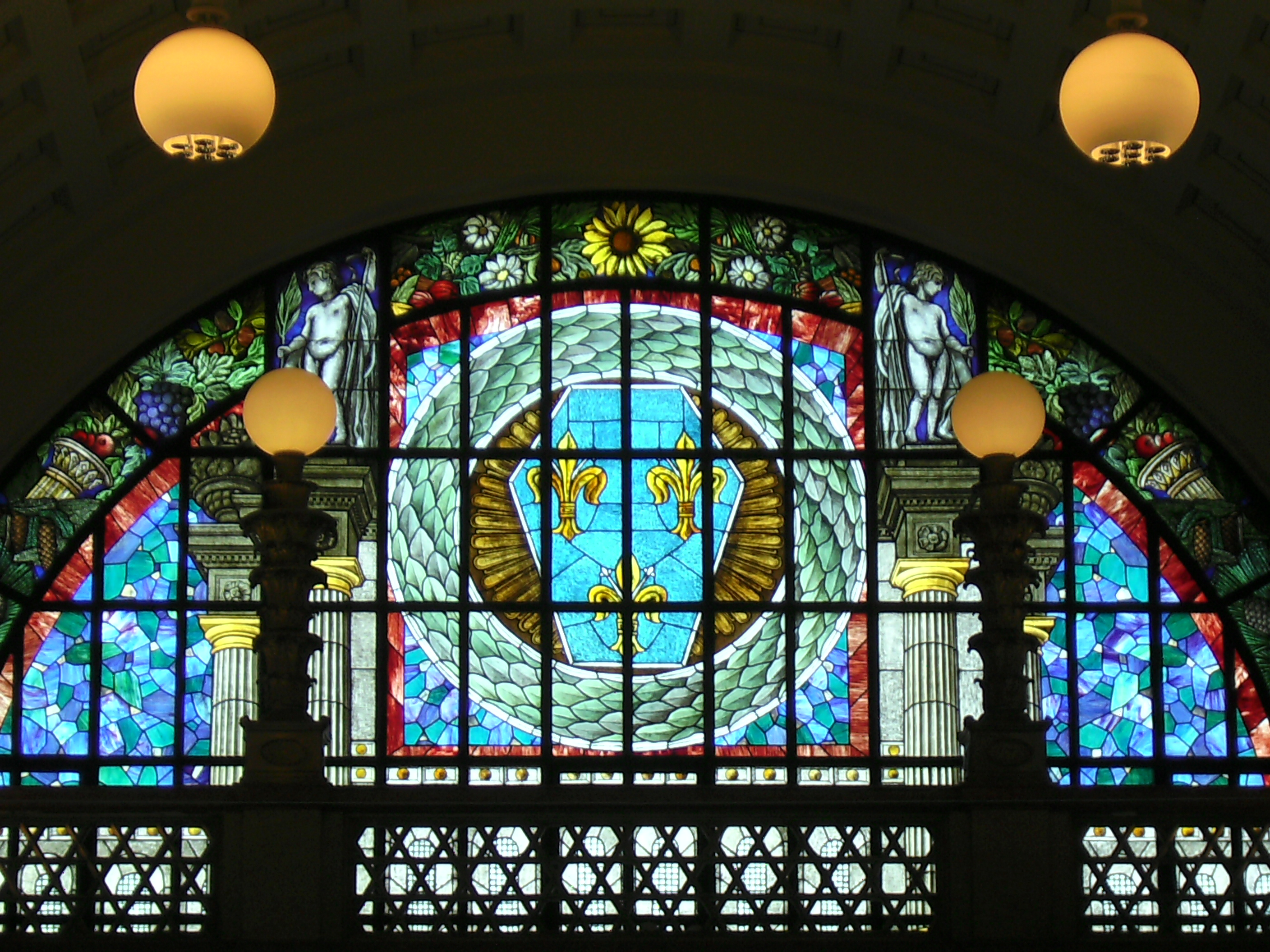
Les vitraux de la façade méridionale

Mosaïques du grand vestibule
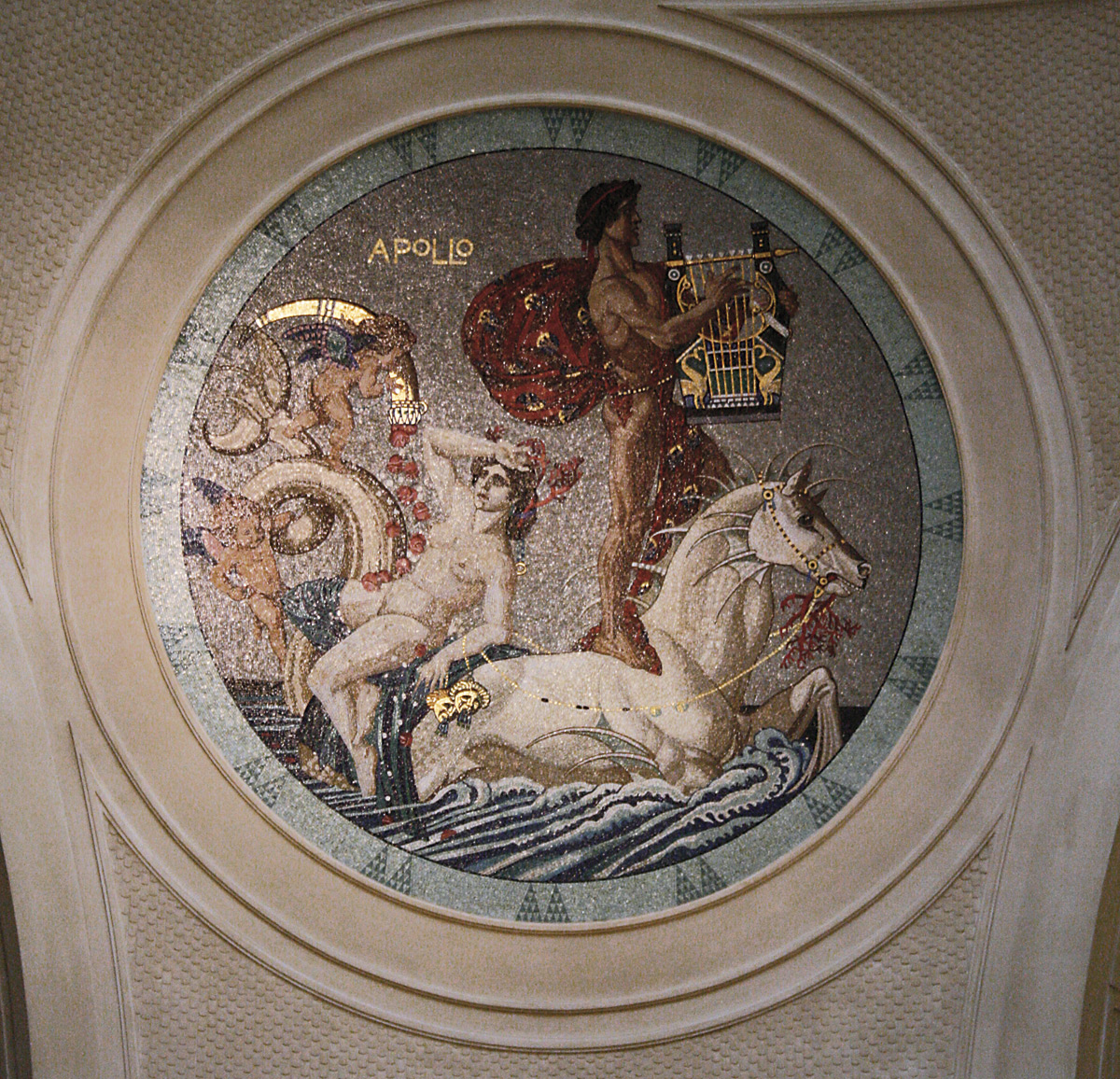
Apollon
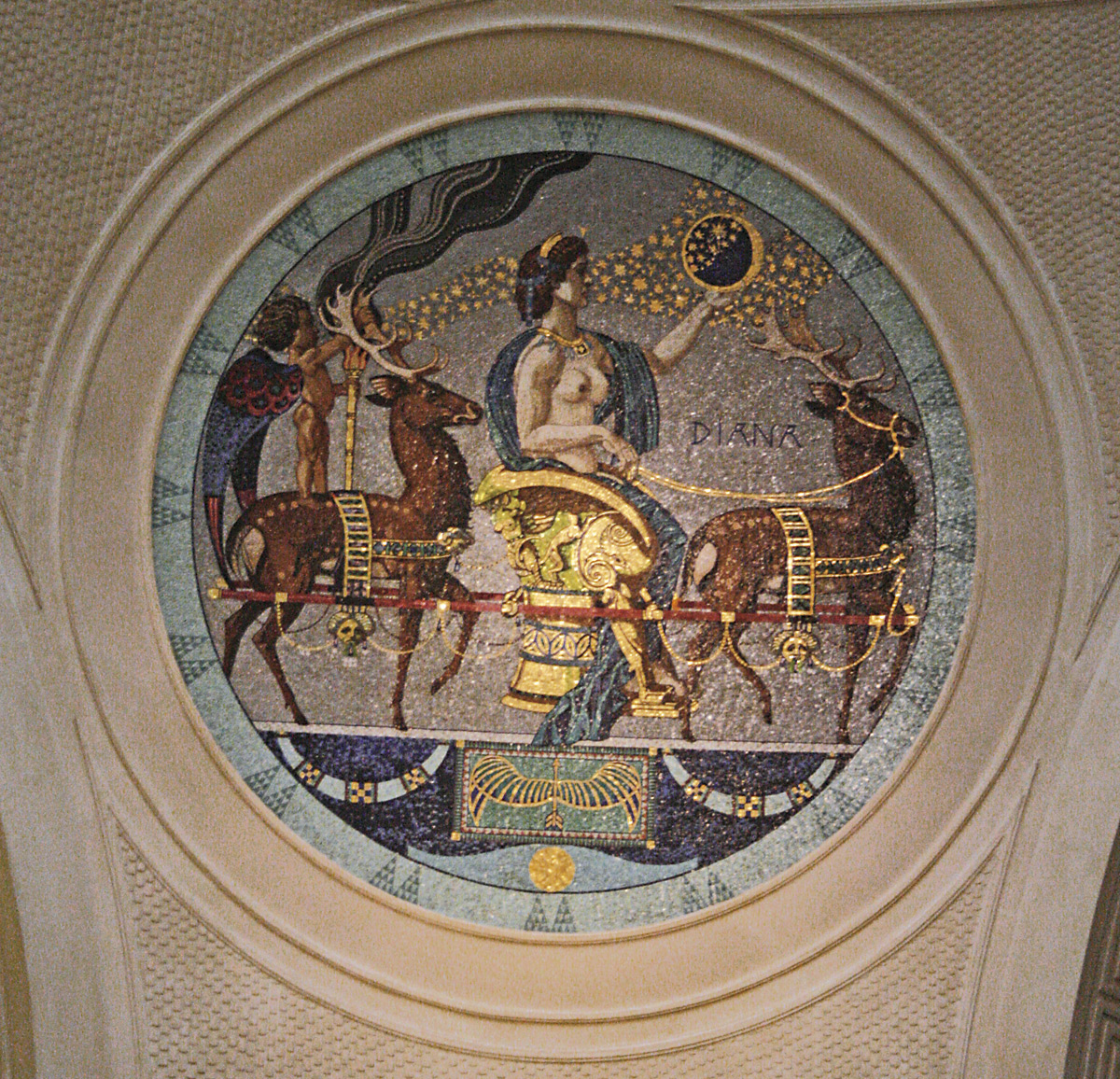
Diane
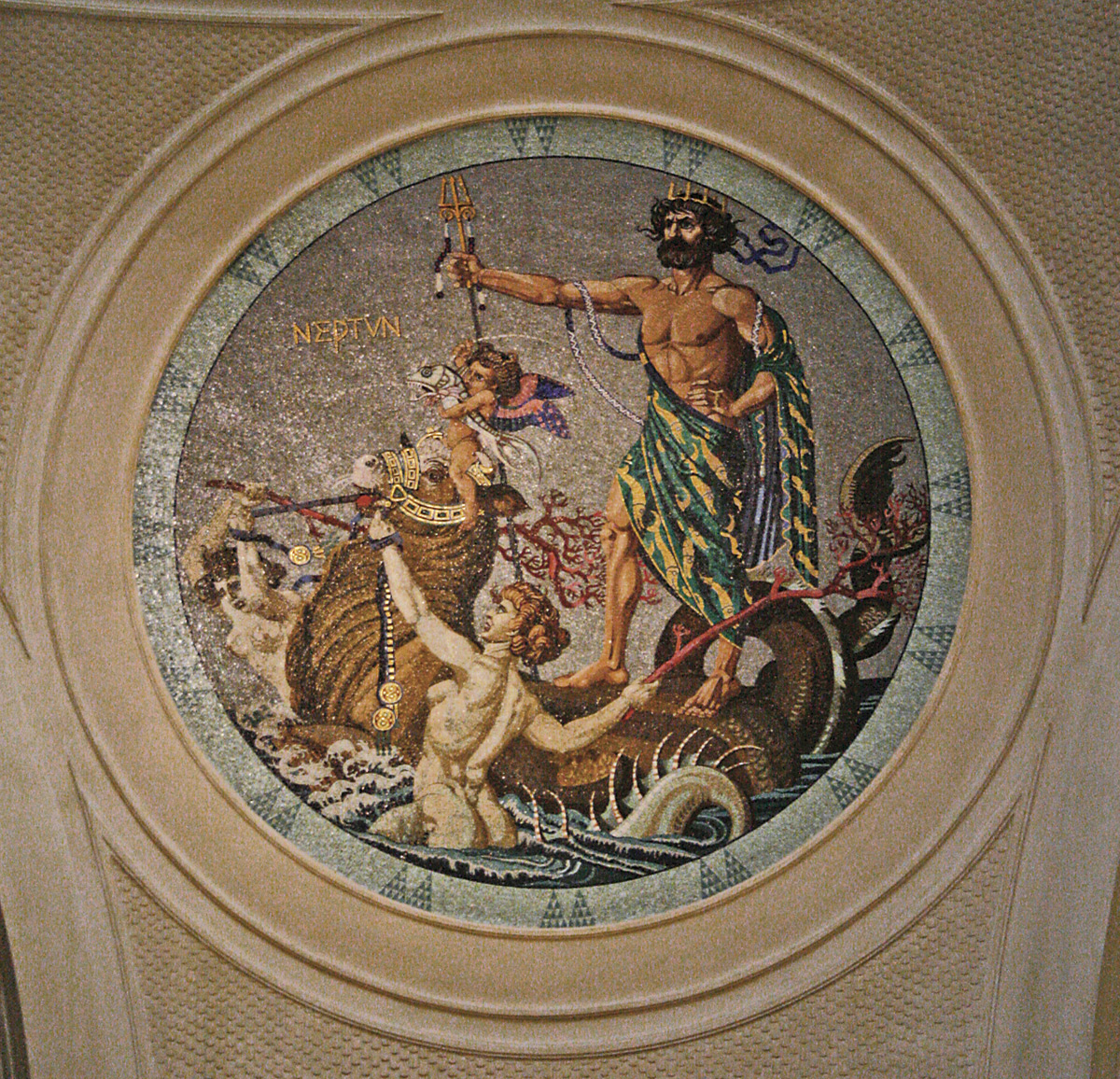
Neptune
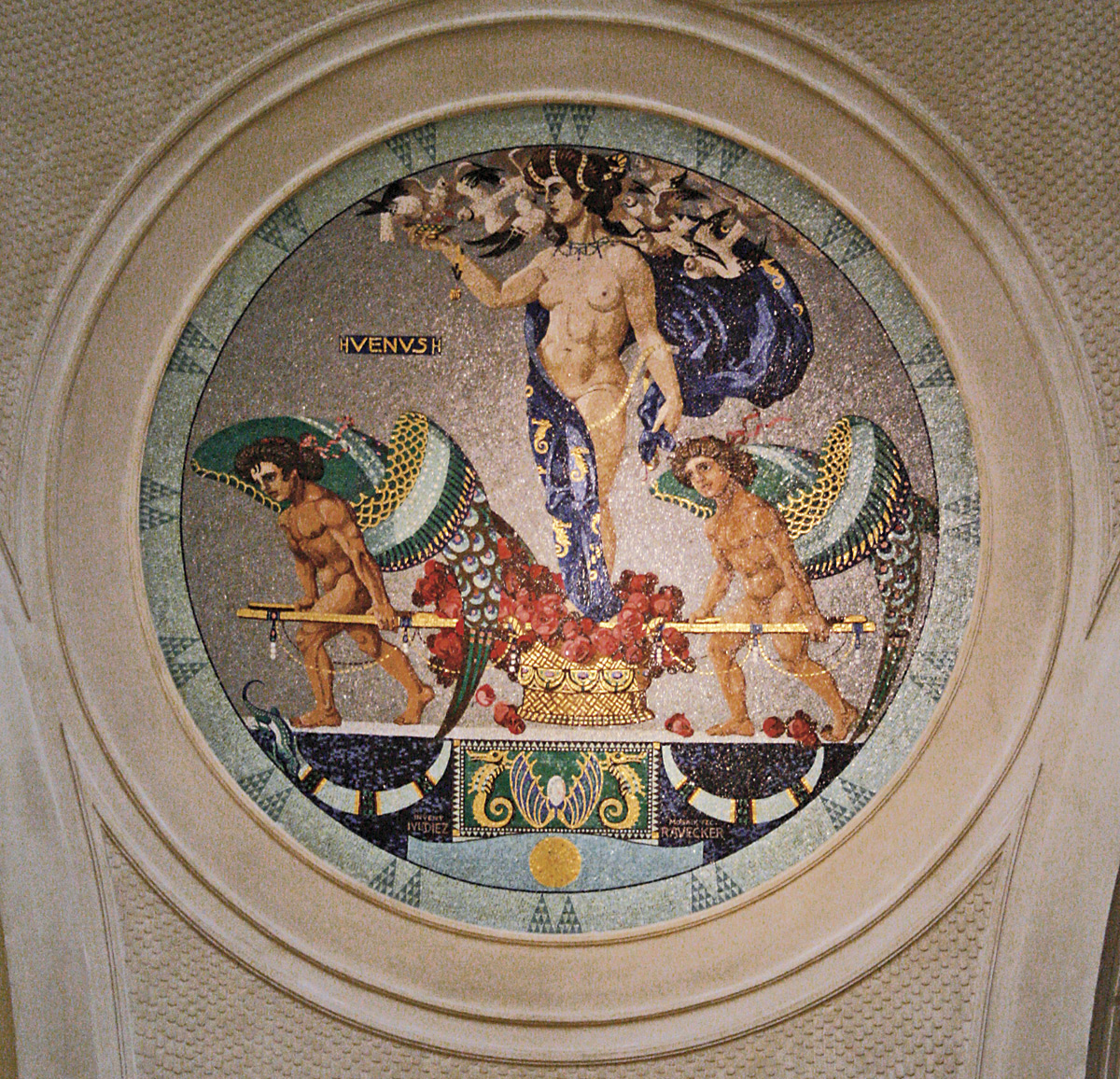
Vénus

Salles
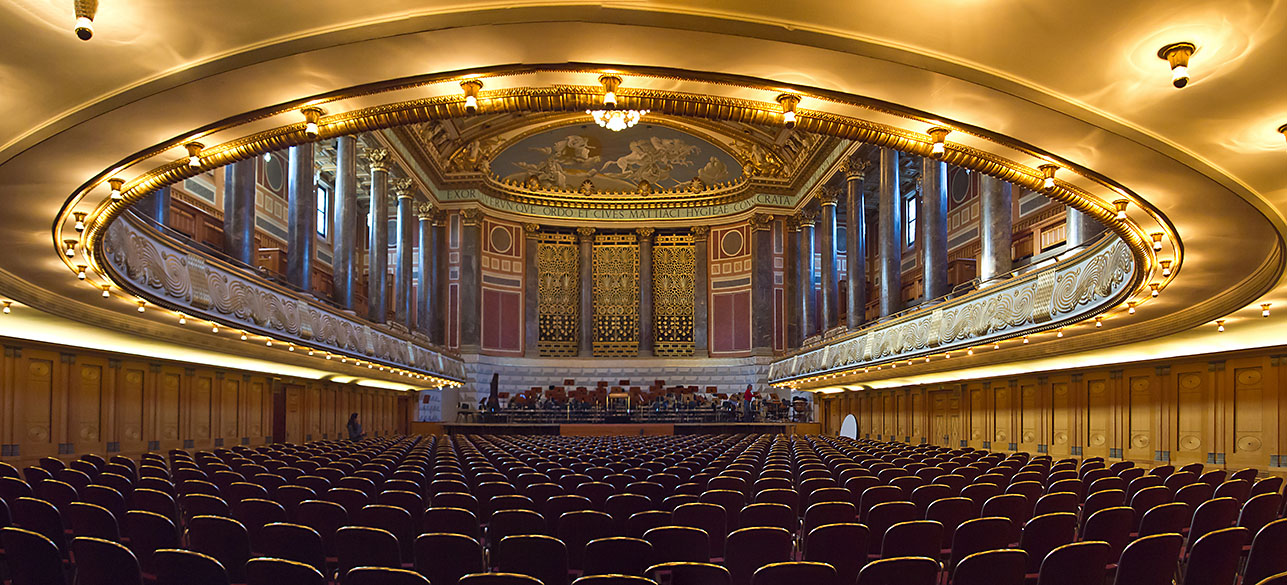
La salle von-Thiersch vue depuis la grande entrée, sous la coupole
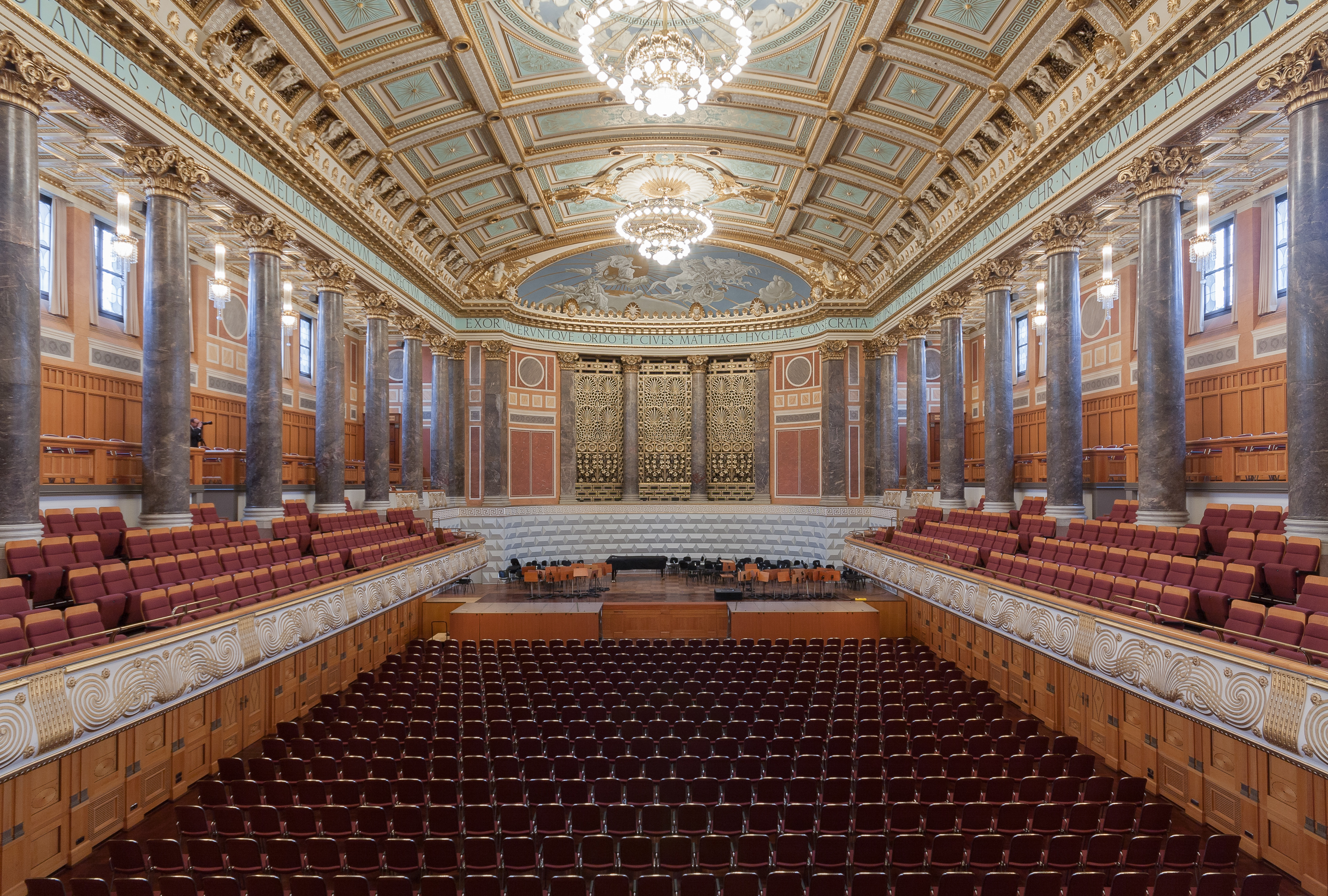
La scène et les grandes orgues
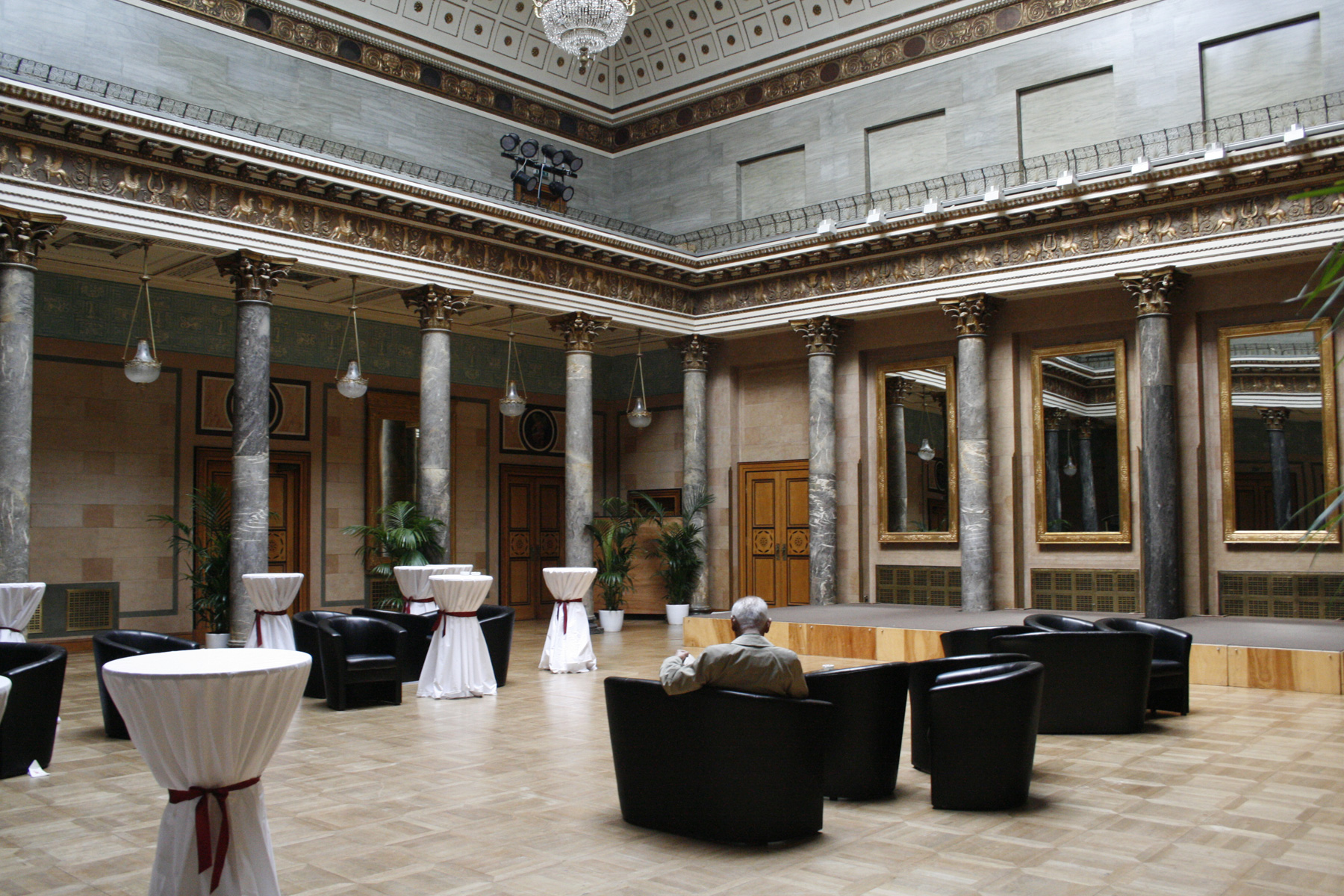
La salle Christian-Zais
La salle aux trompes.

Bas-reliefs
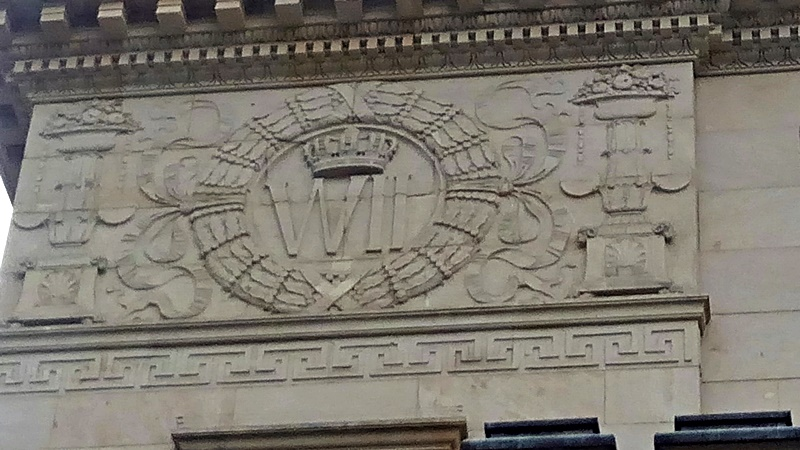
Côté parc : le monogramme de l’empereur Guillaume II.
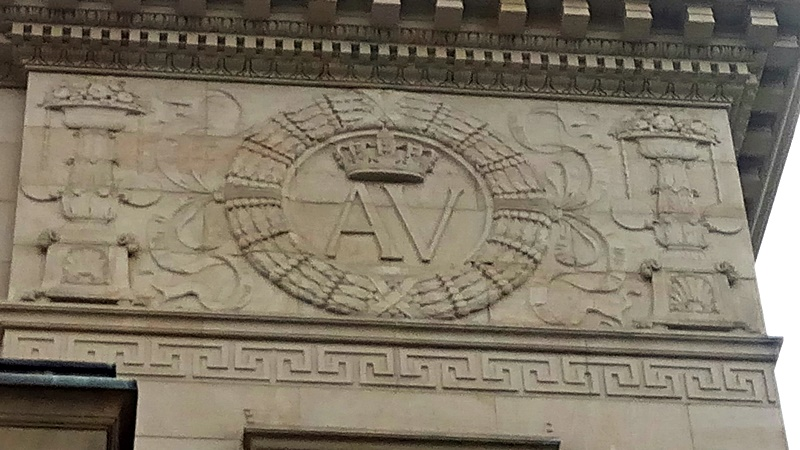
Côté parc : le monogramme de l'impératrice Augustine-Victoria

## Manifestations

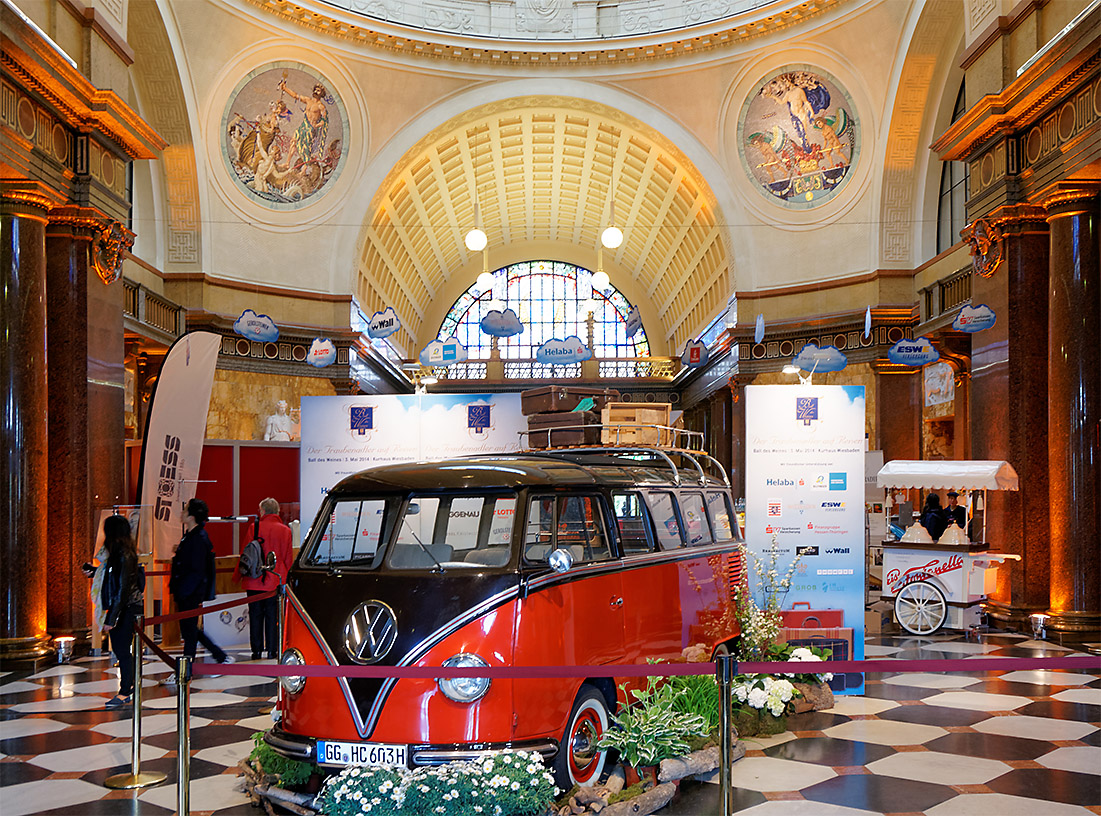
Festival du Vin : décors intérieurs.

Les thermes de Wiesbaden ont accueilli de multiples manifestations historiques, tant nationales : grandes expositions aussi bien que concerts, bals et congrès. Il s'y tient chaque année le « Bal du Vin » de la VDP et de la Saint-Sylvestre avec feux d'artifice sur Bowling Green. Plusieurs compagnies de Wiesbaden y tiennent leur conseil d’administration annuel.
Plusieurs concerts en plein air se sont tenus face aux thermes (sur le Bowling Green), l'entrée du complexe servant de tribune de concert.

## Orgues

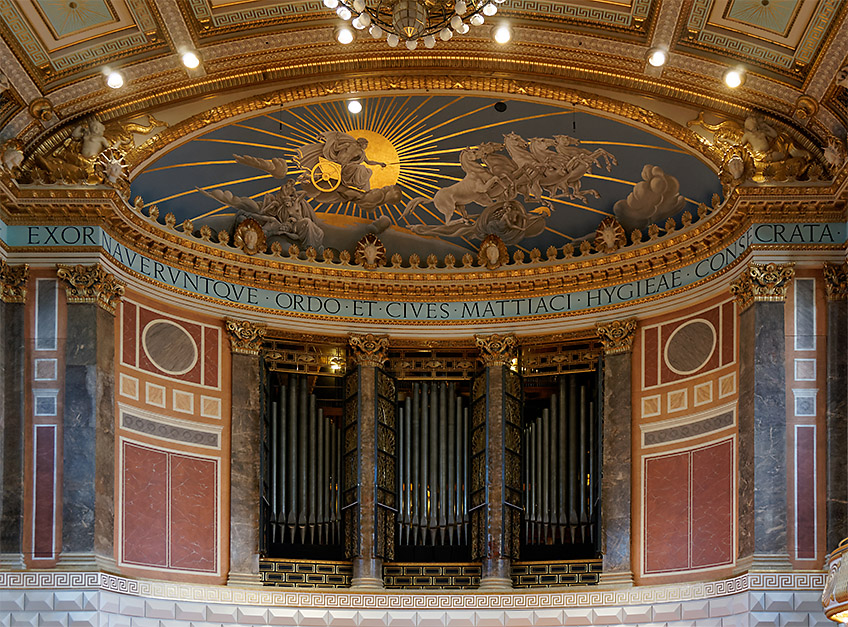
Les tuyaux d'orgue derrière les grilles, au-dessus de la scène.

En 1954, les gérants ont fait installer de grandes orgues Steinmeyer (Oettingen) dans la salle Friedrich-von-Thiersch, à l'abri d'une resserre généralement inaccessible au public. Elles remplacent les grandes orgues Sauer de 1907, détruites au cours d'un bombardement de la Seconde Guerre mondiale. Le conservateur de l'orgue est depuis 1985 l'architecte Friedhelm Gerecke. Depuis les perfectionnements apportés en 1988 et 2010, ces orgues disposent de 51 registres et près de 3 500 tuyaux. De 1987 à 2004, l'organiste titulaire était Hans Uwe Hielscher, puis jusqu'en 2010 ç'a été Thomas J. Frank. Au cours de l'hiver 2004-5, l'instrument a été ré-accordé et il est révisé après chaque soirée de concert depuis. Depuis le mois de mars 2015, ces grandes orgues ont été inscrites sur la Liste rouge du Conseil culturel allemand, en catégorie 2 (= en péril,), avant d'en être retirées en février 2016 .

## Voir également
- (de) Cet article est partiellement ou en totalité issu de l’article de Wikipédia en allemand intitulé « Kurhaus Wiesbaden » (voir la liste des auteurs).
- (de) « Références bibliographiques sur les thermes de Wiesbaden », sur HessBib PPN (187411980)
- (de) Les thermes de Wiesbaden